# Arquebisbat de Ferrara-Comacchio
L'arquebisbat de Ferrara-Comacchio (italià: arcidiocesi di Ferrara-Comacchio; llatí: Archidioecesis Ferrariensis-Comaclensis) és una seu de l'Església catòlica, sufragània de l'arquebisbat de Bolonya, que pertany a la regió eclesiàstica Emília-Romanya. El 2013 tenia 273.900 batejats d'un total 276.000 habitants. Actualment està regida per l'arquebisbe Giancarlo Perego.

## Territori

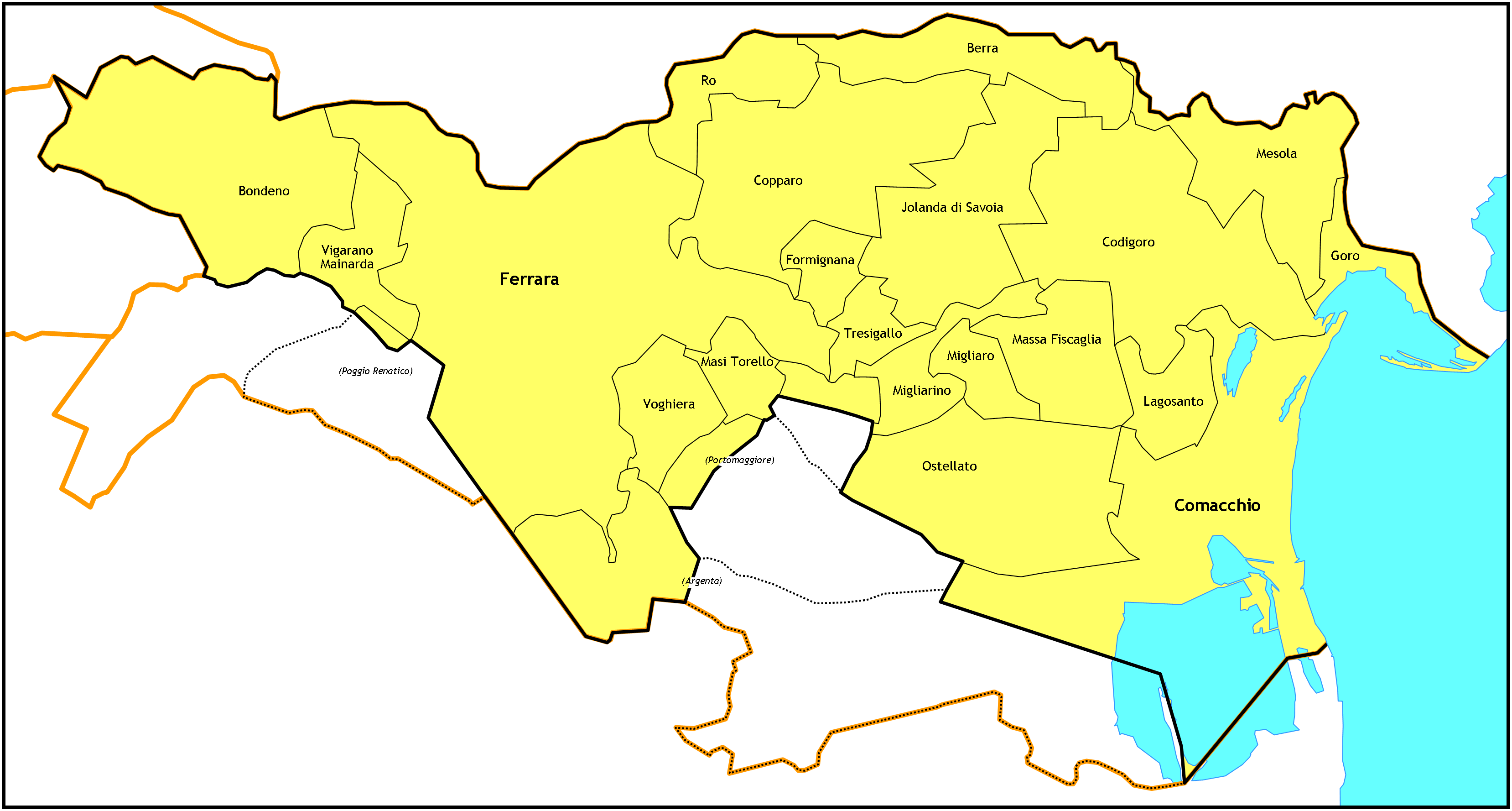
Mapa de la diòcesi

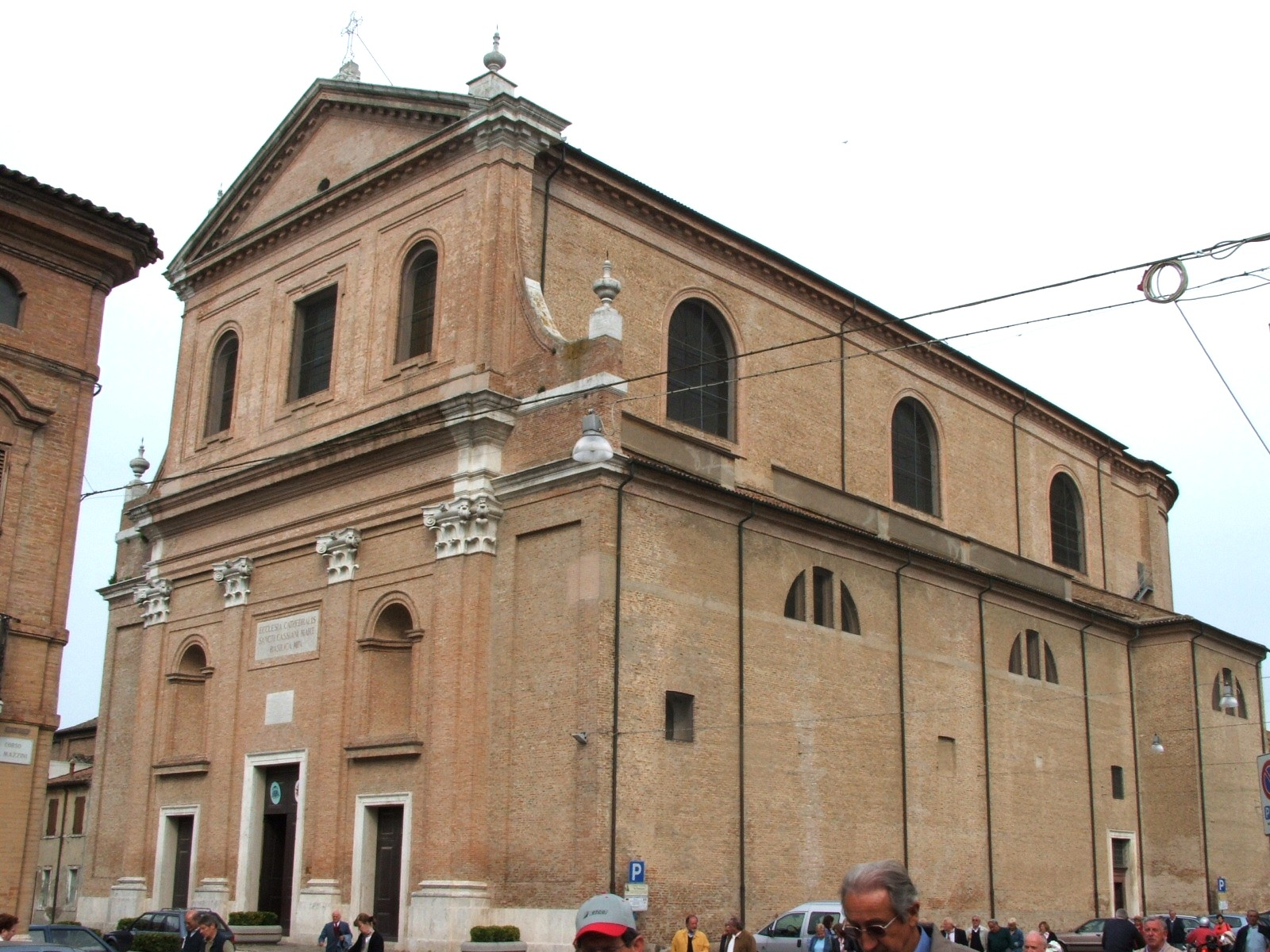
La cocatedral de san Cassiano a Comacchio

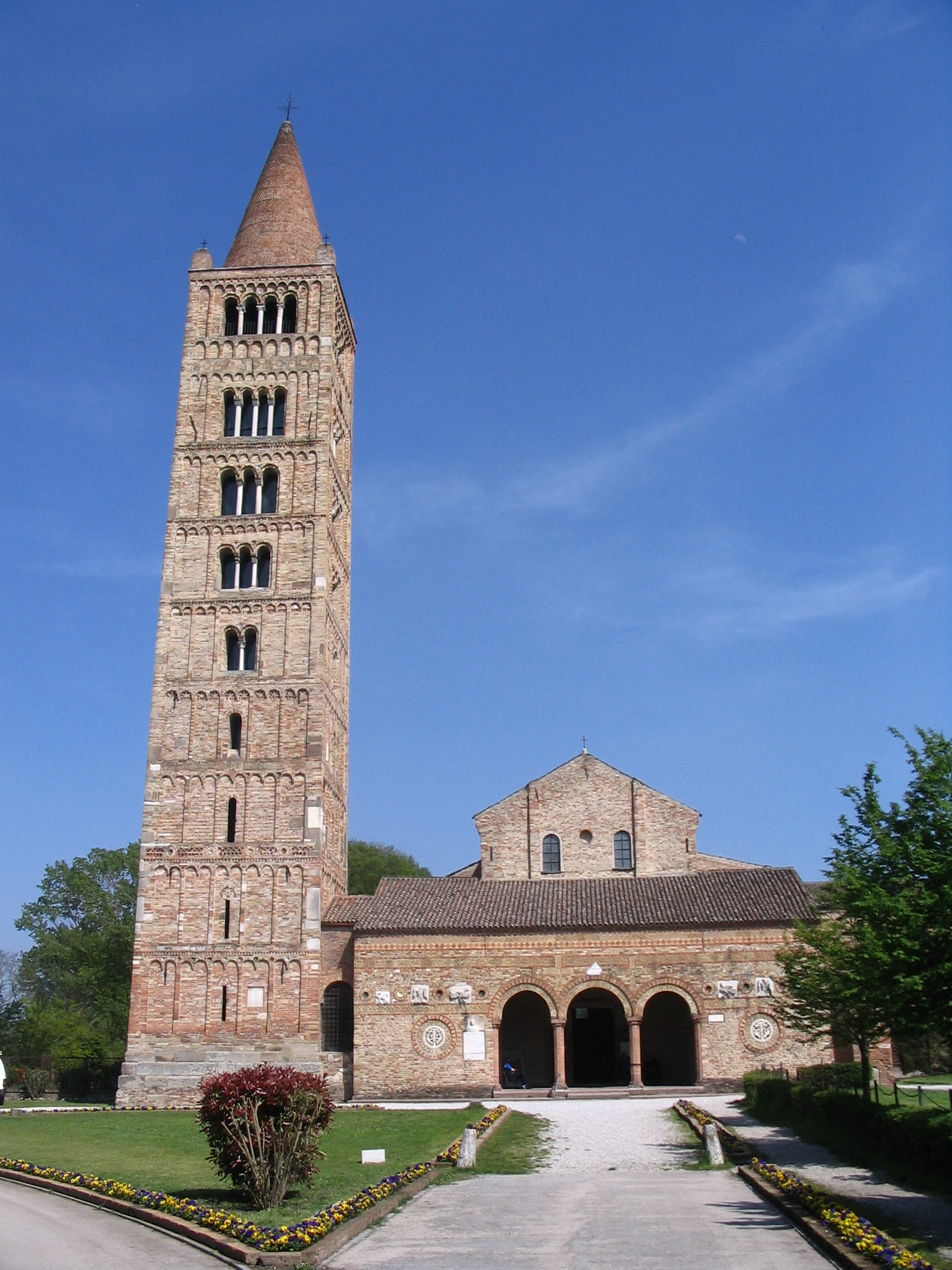
L'abadia de Pomposa

L'arxidiòcesi comprèn 23 municipis de la província de Ferrara.
La seu arxiepiscopal és la ciutat de Ferrara, on es troba la catedral de Sant Jordi. A Comacchio es troba la cocatedral de Sant Cassià.
El territori està dividit en 169 parròquies, reagrupades en 8 vicariats:
- vicariat urbà Madonna delle Grazie;
- vicariat suburbà Santa Caterina de Vigris;
- vicariat suburbà San Maurelio vescovo;
- vicariat forà Beato Tavelli da Tossignano;
- vicariat forà San Giorgio martire;
- vicariat forà Sant'Apollinare martire;
- vicariat forà San Cassiano martire;
- vicariat forà San Guido abate.

## Història

### La seu de Ferrara
La diòcesi de Voghenza va ser erigida al segle iv. Originalment era sufragània de l'arxidiòcesi de Milà, però en la primera meitat del segle v va esdevenir part de la província eclesiàstica de l'arxidiòcesi de Ravenna.
A la segona meitat del segle vii la seu episcopal va ser traslladada a Ferrara, però els bisbes continuaren portant el títol de Voghenza per altres tres segles: es remunta al 965 el primer document en el qual un bisbe es diu Episcopus Ferrariensis. Per a la resta del segle x s'alternen les capçaleres del vell i el nou títol.
A principis del segle xii, durant l'episcopat de Landulfo, la seu episcopal que estava més enllà del Po a san Giorgio transpadano es va traslladar al lloc de l'actual ciutat de Ferrara, on es va construir la catedral. En el mateix període Ferrara va substreures de la jurisdicció metropolitana de l'arquebisbe de Ravenna, obtenint del Papa Pasqual II la butlla d'exempció Officii nostri del 8 d'abril de 1106, confirmada per dues butlles d'Innocenci II, que tots dos comencen amb les paraules «Ad hoc in Apostolicae sedis cathedra» i de data 11 de maig de 1133 i 22 d'abril de 1139.
Les Cròniques de 28 de març de 1171 mostren un miracle eucarístic que va tenir lloc a l'església de Santa Maria in Gual a Ferrara. D'acord amb la versió més comuna del miracle, de l'Hòstia va rajar sang, però hi ha diferents versions, escrits en èpoques posteriors.
En 1187 el Papa Urbà III va morir a Ferrara, i allà es va reunir el conclave que va triar al seu successor, Gregori VIII.
En 1269 va morir Armanno Pungilupi, que després d'una vida de mortificació era adorat pel poble com a beat. Va ser enterrat a la catedral i després el cos va ser col·locat en una tomba de marbre i va ser erigit un altar. El seu culte va créixer i entre la gent d'allà eren els rumors de suposats miracles per la seva intercessió. No obstant això, el procés canònic establert pel bisbe Alberto no només va rebutjar el culte, sinó que trobà a Pungilupi culpable d'heretgia, ja que en 1254 havia estat condemnat per la Inquisició per alguns errors sobre l'Eucaristia. En 1300 el cos de Pungilupi es va cremar al llarg de les ribes del Po, la seva arca va ser destruïda i enderrocat l'altar. El que va seguir va ser un tumult popular, sufocat per la força pública.
En 1438 el Concili de Basilea va ser traslladat a Ferrara, on va romandre fins a l'any següent, quan es va traslladar a Florència.
El 22 de juliol de 1584 el bisbe Pietro Leoni va establir el seminari de la diòcesi. Es va traslladar a un nou local en 1724, i finalment el seminari s'ampliarà en 1755.
El 27 de juliol de 1735 Ferrara va ser elevada a arxidiòcesi amb la butlla Paterna pontificii nobis del Papa Climent XII.
En 1798 la República Cisalpina, després d'haver obligat a l'arquebisbe a l'exili, va imposar fortes restriccions al culte. Va suprimir set convents de monges i va obligar les monges d'un altre convent per tornar al món; moltes esglésies van ser tancades i s'utilitzaren per a usos profans; van ser suprimides totes les confraries; van ser prohibides totes les manifestacions públiques del culte, incloent totes les processons; va ser suprimit el capítol de la catedral; van ser confiscats béns de l'Església i es va imposar que el concurs per les parròquies tindrien en compte únicament l'educació dels candidats.
En 1799 els austríacs van derrotar els francesos i l'arquebisbe va poder tornar a Ferrara i posar fi a totes les restriccions establertes feia més d'un any. No obstant això, en 1801 els francesos va tornar i van reprendre la seva política de moderació en assumptes religiosos: a les limitacions de 1798 es van afegir les de 1806 reduint el nombre de parròquies.
En 1803 sota el concordat entre Napoleó i el Papa Pius VII, l'arxidiòcesi de Ferrara va ser elevada al rang de seu metropolitana i se li va donar com a sufragànies les diòcesis d'Adria, de Comacchio, de Màntua i de Verona.
En 1815 el Congrés de Viena va sostraure a Ferrara les seus sufragànies situades al nord del Po, i també la diòcesi de Comacchio va tornar a la província eclesiàstica de Ravenna. Ferrara es va trobar sense cap diòcesi sufragània; a l'Anuari Pontifici del segle apareix com a immediatament subjecta a la Santa Seu
El 8 de desembre de 1976, amb el decret Ad maius Christifideliumde la Congregació per als Bisbes, Ferrara va perdre la dignitat metropolitana, si bé conservava el títol d'arquebisbe, i va esdevenir sufragània de l'arxidiòcesi de Bolonya.

### La seu de Comacchio
És difícil datar l'origen de la diòcesi de Comacchio, encara que els estudiosos atribueixen unànimement el naixement de la seu al segle vi. El primer bisbe històricament documentat és Vincenzo; una placa, que el descriu com «primus episcopus Civitatis Cumiacli», va ser descoberta a la catedral de la ciutat, edificada en època de Felice com a arquebisbe de Ravenna, és a dir, entre el 708 i el 724.
La diòcesi va ser durant molt de temps, des del principi de la seva història, sufragània de l'arxidiòcesi de Ravenna. Durant el període napoleònic va esdevenir part de la província eclesiàstica de l'arxidiòcesi de Ferrara, però després, en 1815, va tornar a ser sufragània de Ravenna. Al desembre de 1976 la diòcesi va ser retirat de la seva antigua seu metropolitana per esdevenir una part de la província eclesiàstica de Bolonya.
El 18 de maig de 1965 amb la butlla Pomposiana Abbatia del Papa Pau VI als bisbes pro tempore de Comacchio els va ser concedit el títol d'abat de Pomposa.

### La seu unida de Ferrara-Comacchio
Ja el 29 de desembre de 1908 les dues seus es van unir, però la unió va durar fins al 7 de juliol de 1920 quan van ser separades en virtut del decret Instantes supplicationes de la Congregació Consistorial.
El 15 de juliol de 1976, amb el nomenament de Filippo Franceschi, les dues seus van ser unides in persona episcopi.
El 30 de setembre de 1986, de conformitat amb el decret Instantibus votis de la Congregació per als Bisbes, es va establir la unió plena de les dues diòcesis i la nova circumscripció eclesiàstica va assumir el seu nom actual.

## Cronologia episcopal

### Seu de Voghenza
- Giulio † (citat el 331)
- Oltrando † (segle iv)[3]
- San Leone I † (citat el 364)[4]
- Costanzo † (citat el 379 i al 390)[5]
- Agatone † (citat el 390)
- Virginio † (citat el 431)[6]
- Marcellino † (citat el 442)[7]
- Giovanni I † (citat el 462)
- Marcello † (citat el 494)
- Giorgio † (525 - 539)
- Mauricino † (545 - 548)
- Vittore † (vers 560 - finals de 596)
- Martino † (citat el 608)
- San Leone II † (611 - 620)
- San Maurelio † (640 / 642 - 644)[8]
- Marino † (citat el 657)
- Andrea I † (citat el 678)
- Giustino † (citat el 680)
- Giovanni II † (citat el 772)
- Andrea II † (inicis de 816 - finals de 827)
- Costantino † (citat el 861)
- Viatore † (inicis de 869 - finals de 882)

### Seu de Ferrara
- Martino † (inicis de 954 - finals de 969)
- Leone † (inicis de 970 - finals de 982)
- Gregorio † (citat el 998)
- Ingone o Ugone † (citat el 1010)
- Rolando I † (citat el 1031)
- Ambrogio † (citat el 1032)
- Rolando II † (inicis de 1040 - finals de 1063)
- Giorgio † (citat el 1064)
- Grazioso o Graziano † (citat el 1069)
  - Guido † (citat el 1086) (il·legítim)
- Landolfo † (inicis de 1104 - 1138 o 1139 mort)
- Griffone † (2 d'abril de 1139 - finals de 1152 mort)
- Amato † (inicis de 1158 - vers 1175 mort)
- Presbiterino † (inicis de 1175 - finals de 1181)
- Teobaldo † (inicis de 1183 - 1186)
- Stefano † (1186 - finals de 1189)
- Uguccione o Ugo † (1 de maig de 1190 - 30 d'abril de 1210 mort)
- Rolando III † (1212 - finals de 1231)
- Gravendino † (citat el 1237)
  - Filippo Fontana † (inicis de 1239 - 1250 nomenat arquebisbe de Florència) (bisbe electe)
- Giovanni Querini † (17 d'agost de 1252 - finals de 8 de febrer de 1257 mort)
- Beat Alberto Pandoni, O.E.S.A. † (1257 - 14 d'agost de 1274 mort)
- Guglielmo † (1274 - finals de 1286)
- Federico di Front e San Martino † (12 de febrer de 1288 - 16 de maig de 1303 mort)
  - Ottobono Del Carretto † (9 de gener de 1304 - 1304 renuncià) (bisbe electe)
- Guido da Capello, O.P. † (3 d'abril de 1304 - 1332 mort)
- Guido I de Baisio † (29 de febrer de 1332 - 21 d'abril de 1349 mort)
- Filippo Dell'Antella † (21 d'octubre de 1349 - 27 de febrer de 1357 nomenat bisbe de Florència)
- Bernardo, O.Cist. † (27 de febrer de 1357 - 1376 mort)
- Beat Aldobrandino d'Este † (1377 - 1381 mort)
- Guido II de Baisio † (1382 o 1383 - inicis de 1384)
- Tommaso Marcapesci † (inicis de 28 de març de 1384 - 1393 mort)
- Nicolò, O.P. † (4 de febrer de 1393 - 24 de gener de 1401 nomenat arquebisbe de Soltaniyeh)
- Pietro Boiaro † (24 de gener de 1401 - 1431 renuncià)
- Beat Giovanni Tavelli, C.A.S.H. † (29 d'octubre de 1431 - 24 de juliol de 1446 mort)
- Francesco dal Legname † (8 d'agost de 1446 - 26 de març de 1460 nomenat bisbe de Feltre e Belluno)
- Lorenzo Roverella † (26 de març de 1460 - 1474 mort)
- Bartolomeo Della Rovere † (11 de juliol de 1474 - 1494 mort)
- Joan de Borja Llançol de Romaní † (29 d'octubre de 1494 - 1 d'agost de 1503 mort)
  - Hipòlit d'Este † (8 d'octubre de 1503 - 3 de setembre de 1520 mort) (administrador apostòlic)
  - Giovanni Salviati † (12 de setembre de 1520 - 1 de maig de 1550 renuncià) (administrador apostòlic)
  - Luigi d'Este † (1 de maig de 1550 - 1563 renuncià) (administrador apostòlic)
- Alfonso Rossetti † (8 d'octubre de 1563 - 25 de febrer de 1577 mort)
- Paolo Leoni † (17 de març de 1578 - 7 d'agost de 1590 mort)
- Giovanni Fontana † (7 d'agost de 1590 - 5 de juliol de 1611 mort)
- Giambattista Leni † (3 d'agost de 1611 - 3 de novembre de 1627 mort)
- Lorenzo Magalotti † (5 de maig de 1628 - 19 de setembre de 1637 mort)
- Francesco Maria Macchiavelli † (11 d'octubre de 1638 - 22 de novembre de 1653 mort)
- Carlo Pio di Savoia † (2 d'agost de 1655 - 26 de febrer de 1663 renuncià)
- Giovanni Stefano Donghi † (26 de febrer de 1663 - 26 de novembre de 1669 mort)
- Carlo Cerri † (19 de maig de 1670 - 14 de maig de 1690 mort)
- Marcello Durazzo † (27 de novembre de 1690 - 27 d'agost de 1691 nomenat arquebisbe a títol personal de Spoleto)
  - Sede vacante (1691-1696)
- Domenico Tarugi † (2 de gener de 1696 - 27 de desembre de 1696 mort)
- Baldassare Cenci † (2 de gener de 1696 - 27 de desembre de 1696 mort)
- Fabrizio Paolucci † (27 de gener de 1698 - inicis de 14 de març de 1701 renuncià)
- Taddeo Luigi dal Verme † (14 de març de 1701 - 12 de gener de 1717 mort)
- Tommaso Ruffo † (10 de maig de 1717 - 26 d'abril de 1738 renuncià)
- Raniero d'Elci † (5 de maig de 1738 - 15 de setembre de 1740 renuncià)
- Bonaventura Barberini, O.F.M.Cap. † (16 de setembre de 1740 - 15 d'octubre de 1743 mort)
- Girolamo Crispi † (16 de desembre de 1743 - 24 de juliol de 1746 mort)
- Marcello Crescenzi † (22 d'agost de 1746 - 24 d'agost de 1768 mort)
  - Sede vacante (1768-1773)
- Bernardino Giraud † (15 de març de 1773 - 14 de febrer de 1777 renuncià)
- Alessandro Mattei † (17 de febrer de 1777 - 2 d'abril de 1800 nomenat bisbe de Palestrina)
  - Sede vacante (1800-1807)
  - Alessandro Mattei † (2 d'abril de 1800 - 5 de gener de 1807 renuncià) (administrador apostòlic)
- Paolo Patricio Fava Ghisleri † (24 d'agost de 1807 - 14 d'agost de 1822 mort)
- Carlo Odescalchi † (10 de març de 1823 - 2 de juliol de 1826 renuncià)
- Filippo Filonardi † (3 de juliol de 1826 - 3 de maig de 1834 mort)
- Gabriel della Genga Sermattei † (23 de juny de 1834 - 13 de gener de 1843 renuncià)
- Ignazio Giovanni Cadolini † (30 de gener de 1843 - 11 d'abril de 1850 mort)
- Luigi Vannicelli Casoni † (20 de maig de 1850 - 21 d'abril de 1877 mort)
- Luigi Giordani † (22 de juny de 1877 - 21 d'abril de 1893 mort)
- Egidio Mauri, O.P. † (12 de juny de 1893 - 13 de març de 1896 mort)
- Pietro Respighi † (30 de novembre de 1896 - 9 d'abril de 1900 nomenat bisbe auxiliar de Roma)
- Giulio Boschi † (19 d'abril de 1900 - 7 de gener de 1919 renuncià)
- Francesco Rossi † (15 de desembre de 1919 - 25 de juliol de 1929 mort)
- Ruggero Bovelli † (4 d'octubre de 1929 - 9 de juny de 1954 mort)
- Natale Mosconi † (5 d'agost de 1954 - 21 d'abril de 1976 renuncià)
- Filippo Franceschi † (15 de juliol de 1976 - 7 de gener de 1982 nomenat arquebisbe, a títol personal, de Pàdua)
- Luigi Maverna † (25 de març de 1982 - 30 de setembre de 1986 nomenat arquebisbe de Ferrara-Comacchio)

### Seu de Comacchio
- Vincenzo † (a l'inici del segle viii)
- Vitale † (inicis de 787 - finals de 827)
- Cipriano † (citat el 858)
- Stefano † (citat el 879)
- Orso † (citat el 954)
- Bernardo ? † (segle x)
- Gregorio † (citat el 969)
- Giorgio † (citat el 997)
- Giovanni I † (inicis de 1003 - finals de 1016)
- Pietro † (citat el 1053)
- Adelberto o Alberto † (citat el 1086)
- Ildebrando † (citat el 1122)
- Enrico, O.Cist. † (citat el 1141)
- Leone † (citat el 1154)
- Giovanni II † (inicis de 1205 – finals de març de 1222)[9]
- Donato † (1222 - ?)
- Bozio † (inicis de 1253 - 1261)
- N. (Nicola ?) † (citat el 4 de març de 1261)
- Michele † (inicis de juny de 1265 - finals de 1274)
- Taddeo † (inicis de juny de 1277 - finals de 1280)
- Bartolo † (28 de febrer de 1285 - ? renuncià)
- Onorato ? † (?)
- Pietro Mancinelli, O.P. † (1304 - 1327 mort)
- Esuperanzio Lambertazzi † (17 de febrer de 1327 - 22 de novembre de 1327 nomenat bisbe d'Adria)
- Francesco de' Boatteri, O.P. † (26 de març de 1328 - 21 de març de 1333 mort)
- Bartolomeo, O.P. † (30 de juliol de 1333 - 1348 mort)
- Pace, O.F.M. † (8 de desembre de 1348 - 1349 mort)
- Remigio, O.E.S.A. † (22 de juny de 1349 - 26 d'abril de 1357 nomenat bisbe de Pistoia)
- Guglielmo Vasco, O.F.M. † (16 de juliol de 1357 - 24 de novembre de 1371 nomenat bisbe de Siena)
- Teobaldo, O.S.B. † (24 de novembre de 1371 – inicis d'agost de 1381 mort)
- Federico Purlilli † (1381 - ?)
  - Biagio, O.F.M. † (16 de juny de 1382 - 1385) (antibisbe)
- Simone Saltarelli, O.P. † (16 de juliol de 1386 - 12 d'abril de 1396 nomenat bisbe de Trieste)
- Pietro Buono, O.S.B. † (12 d'abril de 1396 - 1400 mort)
- Onofrio Visdomini, O.E.S.A. † (13 de desembre de 1400 - 1401 renuncià)
- Giacomo Bertucci degli Obizzi † (4 de gener de 1402 - 11 de setembre de 1404 nomenat bisbe d'Adria)
- Giovanni Strata † (15 de febrer de 1406 - 27 d'abril de 1418 nomenat bisbe de Forlì)
- Alberto Buoncristiani, O.S.M. † (27 d'abril de 1418 - 1431 mort)
- Mainardino de' Contrarii † (21 de novembre de 1431 - 1449 deposto)
- Bartolomeo de' Medici, O.P. † (1450 - 1460)
- Francesco Fogliani † (28 de juliol de 1460 - ?)
- Filippo Zobolo † (6 de març de 1472 - 1497 mort)
- Maladusio d'Este † (26 de juny de 1497 - 1506 renuncià)
- Tommaso Foschi † (14 d'octubre de 1506 - 1514 mort)[10]
- Ghillino Ghillini † (1 de setembre de 1514 - 21 de desembre de 1559 mort)
- Alfonso Rossetti † (21 de desembre de 1559 - 8 d'octubre de 1563 nomenat bisbe de Ferrara)
- Ercole Sacrati † (8 d'octubre de 1563 - 1591 mort)
- Orazio Giraldi † (22 d'abril de 1592 - 29 de gener de 1617 mort)
- Alfonso Sacrati † (12 de juny de 1617 - 1625 renuncià)
- Camillo Moro † (2 de març de 1626 - 10 de maig de 1630 mort)
- Alfonso Pandolfi † (12 de maig de 1631 - 3 d'octubre de 1648 mort)
- Giulio Cesare Borea † (28 de juny de 1649 - 11 de març de 1655 mort)
- Sigismondo Isei † (30 d'agost de 1655 - de setembre de 1670 mort)
- Nicolò Arcani † (22 de desembre de 1670 - 1 de gener de 1714 mort)
- Francesco Bentini † (16 d'abril de 1714 - 3 de març de 1744 mort)
- Giovanni Cavedi, O.F.M. † (3 de març de 1744 - 24 de desembre de 1744 mort)
- Cristoforo Lugaresi † (8 de març de 1745 - 29 de setembre de 1758 mort)
- Giovanni Rondinelli † (22 de novembre de 1758 - 24 de juliol de 1795 mort)
  - Gianfilippo Fogli † (1796 - 22 de maig de 1797 mort) (bisbe electe)
- Gregorio Boari, O.F.M.Cap. † (24 de juliol de 1797 - 24 de novembre de 1817 mort)
- Michele Virgili † (29 de març de 1819 - 23 de setembre de 1855 mort)
- Vincenzo Moretti † (17 de desembre de 1855 - 23 de març de 1860 nomenat bisbe de Cesena)
- Fedele Bufarini † (23 de març de 1860 - 1867 renuncià)
- Alessandro Paolo Spoglia † (27 de març de 1867 - 15 de setembre de 1879 renuncià)
- Aloisio Pistocchi † (19 de setembre de 1879 - 31 de març de 1883 mort)
- Tullio Sericci † (9 d'agost de 1883 - 5 de juliol de 1902 mort)
- Alfonso Archi † (10 d'octubre de 1902 - 8 de setembre de 1905 nomenat bisbe de Como)
  - Sede unita a Ferrara (1908-1919)
- Gherardo Sante Menegazzi, O.F.M.Cap. † (16 de desembre de 1920 - 1 de juliol de] 1938 mort)
- Paolo Babini † (12 de setembre de 1938 - 21 d'octubre de 1950 nomenat bisbe de Forlì)
- Natale Mosconi † (28 de maig de 1951 - 5 d'agost de 1954 nomenat arquebisbe de Ferrara)
- Giovanni Mocellini † (26 d'agost de 1955 - 1 de gener de 1969 nomenat bisbe d'Adria)
  - Sede vacante (1969-1976)
- Filippo Franceschi † (15 de juliol de 1976 - 7 de gener de 1982 nomenat arquebisbe, a títol personal, de Pàdua)
- Luigi Maverna † (25 de març de 1982 - 30 de setembre de 1986 nomenat arquebisbe de Ferrara-Comacchio)

### Arquebisbes de Ferrara-Comacchio
- Luigi Maverna † (30 de setembre de 1986 - 8 de setembre de 1995 jubilat)
- Carlo Caffarra (8 de setembre de 1995 - 16 de desembre de 2003 nomenat arquebisbe de Bolonya)
- Paolo Rabitti (2 d'octubre de 2004 - 1 de desembre de 2012 jubilat)
- Luigi Negri, (1 de desembre de 2012 - 15 de febrer de 2017)
- Giancarlo Perego, des del 15 de febrer de 2017

## Estadístiques
A finals del 2013, la diòcesi tenia 273.900 batejats sobre una població de 276.000 persones, equivalent 99,2% del total.
| any                              | població | població | població | sacerdots | sacerdots       | sacerdots       | sacerdots             | diaques | religiosos | religiosos | parroquies |
| -------------------------------- | -------- | -------- | -------- | --------- | --------------- | --------------- | --------------------- | ------- | ---------- | ---------- | ---------- |
| any                              | batejats | total    | %        | total     | clergat secular | clergat regular | batejats por sacerdot | diaques | homes      | dones      |            |
| Arxidiòcesi de Ferrara           |          |          |          |           |                 |                 |                       |         |            |            |            |
| 1950                             | 221.122  | 222.057  | 99,6     | 223       | 152             | 71              | 991                   |         | 91         | 720        | 100        |
| 1970                             | ?        | 252.249  | ?        | 222       | 152             | 70              | ?                     |         | 94         | 506        | 123        |
| 1980                             | 276.862  | 278.940  | 99,3     | 221       | 151             | 70              | 1.252                 |         | 87         | 431        | 125        |
| Diòcesi de Comacchio             |          |          |          |           |                 |                 |                       |         |            |            |            |
| 1950                             | 80.500   | 80.500   | 100,0    | 44        | 32              | 12              | 1.829                 |         | 14         | 76         | 27         |
| 1969                             | 70.433   | 70.433   | 100,0    | 67        | 57              | 10              | 1.051                 |         | 10         | 130        | 40         |
| 1980                             | 65.000   | 67.900   | 95,7     | 53        | 44              | 9               | 1.226                 |         | 9          | 99         | 44         |
| Arxidiòcesi de Ferrara-Comacchio |          |          |          |           |                 |                 |                       |         |            |            |            |
| 1990                             | 324.050  | 328.000  | 98,8     | 236       | 178             | 58              | 1.373                 |         | 65         | 405        | 169        |
| 1999                             | 276.000  | 280.000  | 98,6     | 184       | 144             | 40              | 1.500                 | 4       | 47         | 238        | 169        |
| 2000                             | 276.000  | 280.000  | 98,6     | 181       | 141             | 40              | 1.524                 | 8       | 48         | 236        | 169        |
| 2001                             | 277.500  | 281.485  | 98,6     | 189       | 148             | 41              | 1.468                 | 9       | 48         | 297        | 169        |
| 2002                             | 276.000  | 280.318  | 98,5     | 184       | 146             | 38              | 1.500                 | 8       | 43         | 282        | 169        |
| 2003                             | 271.000  | 275.000  | 98,5     | 185       | 138             | 47              | 1.464                 | 9       | 53         | 263        | 169        |
| 2004                             | 269.817  | 273.800  | 98,5     | 185       | 136             | 49              | 1.458                 | 12      | 64         | 258        | 169        |
| 2006                             | 274.400  | 279.000  | 98,4     | 176       | 140             | 36              | 1.559                 | 12      | 43         | 226        | 171        |
| 2013                             | 273.900  | 276.000  | 99,2     | 172       | 144             | 28              | 1.592                 | 17      | 38         | 172        | 169        |

### Per la seu de Ferrara
- Francesco Lanzoni, Le diocesi d'Italia dalle origini al principio del secolo VII (an. 604), vol. II, Faenza 1927, pp. 811–813 (italià)
- Giuseppe Cappelletti, Le chiese d'Italia della loro origine sino ai nostri giorni, vol. IV, Venècia 1846, pp. 9–226 (italià)
- Pius Bonifacius Gams, Series episcoporum Ecclesiae Catholicae, Leipzig 1931, pp. 694–695 (llatí)
- Konrad Eubel, Hierarchia Catholica Medii Aevi, vol. 1 Arxivat 2019-07-09 a Wayback Machine., pp. 247–248; vol. 2 Arxivat 2018-10-04 a Wayback Machine., p. 153; vol. 3 Arxivat 2019-03-21 a Wayback Machine., p. 196; vol. 4 Arxivat 2018-10-04 a Wayback Machine., p. 186; vol. 5, pp. 200–201; vol. 6, p. 215 (llatí)
- Butlla Paterna pontificii nobis, a Bullarum diplomatum et privilegiorum Sanctorum Romanorum Pontificum, Tomus XXIV, Augustae Taurinorum 1872, pp. 62–68 (llatí)

### Per la seu de Comacchio
- Francesco Lanzoni, Il primo vescovo di Comacchio, in Atti e memorie della regia deputazione di storia patria per le Provincie di Romagna, Terza serie, vol. XXVII, 1909, pp. 62–70 (italià)
- Francesco Lanzoni, Le diocesi d'Italia dalle origini al principio del secolo VII (an. 604), vol. II, Faenza 1927, p. 819 (italià)
- Giuseppe Cappelletti, Le Chiese d'Italia della loro origine sino ai nostri giorni, vol. II, Venècia 1844, pp. 579–624 (italià)
- Pius Bonifacius Gams, Series episcoporum Ecclesiae Catholicae, Leipzig 1931, pp. 687–688(llatí)
- Konrad Eubel, Hierarchia Catholica Medii Aevi, vol. 1 Arxivat 2019-07-09 a Wayback Machine., p. 199; vol. 2 Arxivat 2018-10-04 a Wayback Machine., p. 133; vol. 3 Arxivat 2019-03-21 a Wayback Machine., p. 173; vol. 4 Arxivat 2018-10-04 a Wayback Machine., p. 157; vol. 5, p. 165; vol. 6, p. 174(llatí)
- Butlla Pomposiana Abbatia (llatí)

### Esglésies
- Chiese e monasteri di Ferrara
- Dante Balboni Cavalieri ed edifici dell'Ordine di Malta a Ferrara
- Cesare Barotti Pitture e sculture che si trovano nelle chiese…
- Girolamo Baruffaldi Dell'istoria di Ferrara
- Andrea Borsetti Supplemento al Compendio historico del Guarini
- Giuseppe Cappelletti Le chiese d'Italia della loro origine T. IV
- Mario Cavallari Schedario Chiese
- COMITATO DIOCESANO PER IL GRANDE GIUBILEO 2000 Guida del pellegrino in terra ferrarese
- FERRARIAE DECUS Chiese di Ferrara antiche e nuove
- Claudio Giovannini Alla ricerca delle 103 chiese di Ferrara nel 1782
- Marc’Antonio Guarini Compendio historico della diocesi di Ferrara
- Antonio Libanori Ferrara d'oro imbrunito
- Ugo Malagù Guida del ferrarese
- Alfonso Maresti Teatro genealogico et istorico
- Gualtiero Medri Chiese di Ferrara nella cerchia antica
- Ludovico Antonio Muratori Delle Antichità estensi ed italiane
- Giuseppe Antenore Scalabrini Guida per la città e i borghi di Ferrara in cinque giornate
- Giuseppe Antenore Scalabrini Memorie istoriche delle chiese di Ferrara
- Marcello Toffanello Ferrara Guide
- TOURING CLUB Ferrara e provincia
- Piero Viganò Ferrara, il fascino del suo territorio
- Piero Viganò Paesi e parrocchie dell'Arcidiocesi di Ferrara